# 70. Infanterie-Division (Wehrmacht)
Die 70. Infanterie-Division war eine deutsche Infanteriedivision im Zweiten Weltkrieg. Am 1. August 1944 wurde die 165. Reserve-Division in 70. Infanterie-Division umbenannt. Der Stab der 165. Division war seit dem 4. Januar 1944 auf der niederländischen Insel Walcheren und war zuvor lange im besetzten Frankreich stationiert gewesen. Dieser Stab war der Stab der bodenständigen 70. Infanterie-Division. Die Grenadier-Regimenter bestanden aus sechs Sicherungs-Bataillonen (M), deren Mannschaften alle magenkranke Soldaten waren. Diese Sicherungs-Bataillone waren im Februar 1944 aus magenkranken Soldaten gebildet worden, weshalb die Division auch „Magendivision“ oder „Weißbrotdivision“ genannt wurde.
Vom 2. Oktober bis zum 8. November fand die Schlacht an der Scheldemündung statt.
Am 6. November 1944 kapitulierte ihr Kommandeur, Generalleutnant Wilhelm Daser, in Middelburg vor kanadischen Truppen. Die Division ging in kanadische Kriegsgefangenschaft.